# Tapinauchenius plumipes
Tapinauchenius plumipes é uma espécie de aranha pertencente à família Theraphosidae (tarântulas).